# تاريخ بوليفيا

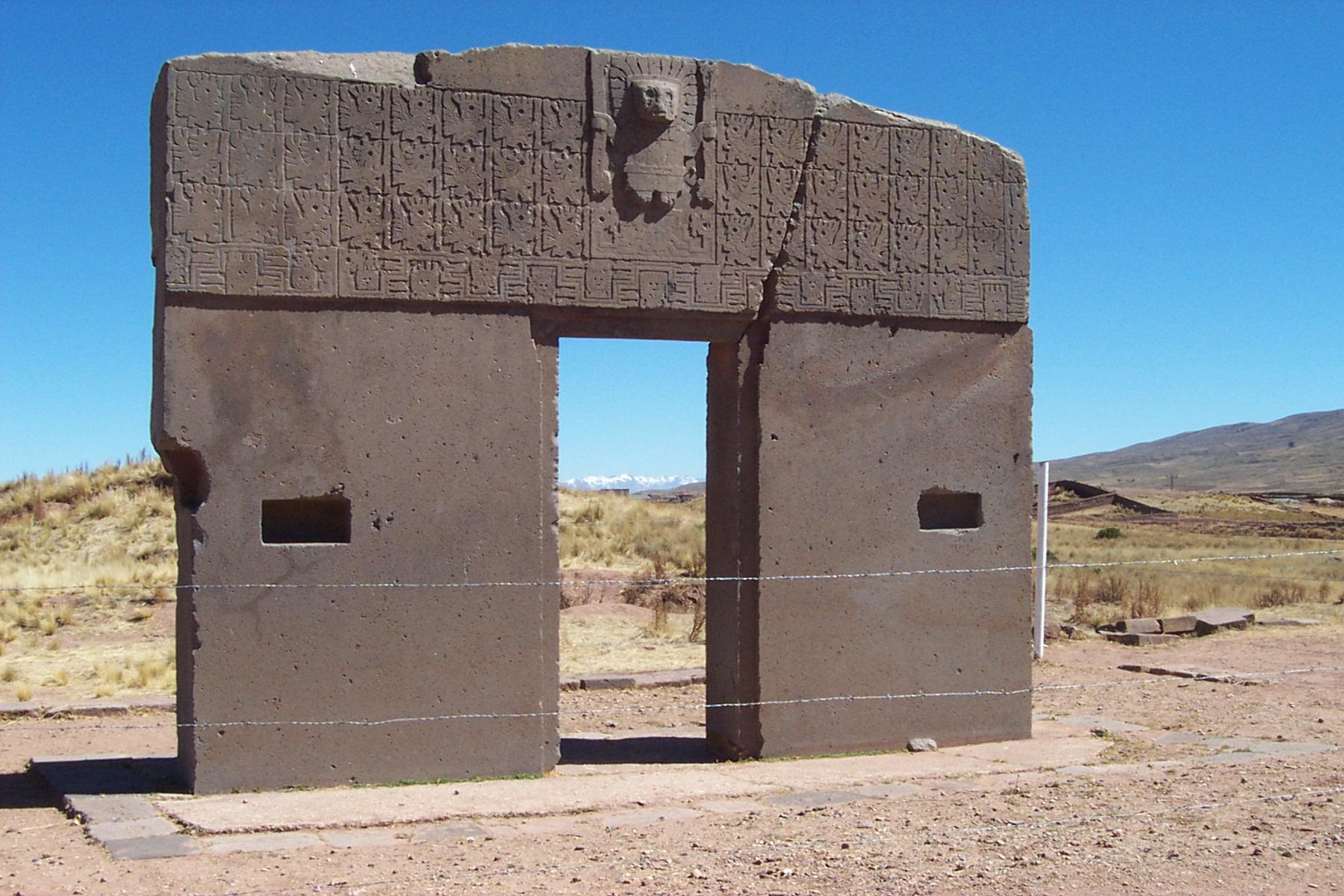

بعد سقوط إمبراطورية تيواناكو، غزت إمبراطورية الإنكا العديد من شعوب أيمارا المتمركزة في بحيرة تيتيكاكا. قبل الغزو الإسباني، كانت مقاطعة كولاسيو في جبال الأنديز جزءًا من إمبراطورية الإنكا، في حين سكنت قبائل بدوية مستقلة الأراضي المنخفضة الشمالية والشرقية. سيطر الكونكيستدور (الفاتحون) الإسبان، القادمين من كوسكو وأسونسيون على المنطقة في القرن 16. خلال معظم الحكم الاستعماري الإسباني، عُرفت بوليفيا باسم بيرو العليا وكانت تحت سلطة رويال أودينيسيا (المحكمة الملكية) في شاركاس. بعد الدعوة الأولى للاستقلال في عام 1809، تبعتها حرب دامت 16 سنة قبل الإعلان عن جمهورية بوليفيا، التي سُميت باسم المحرّر سيمون بوليفار، في 6 أغسطس 1825. ومنذ ذلك الحين عانت بوليفيا من فترات منتظمة من عدم الاستقرار السياسي والاقتصادي، بما في ذلك خسارة بعض المناطق المختلفة لجيرانها، مثل أكري، وأجزاء من غران تشاكو وساحل المحيط الهادي، ما جعلها بلدًا غير ساحلي.

## الفترة قبل الكولومبية
نمت ثقافات الشعوب الأصلية في بوليفيا في المناطق المرتفعة من الألتيبلانو (السهول المرتفعة) ذات مستويات الأوكسجين المنخفضة، والتربة الفقيرة وظروف الطقس السيئة. سكنت الأراضي المنخفضة الأكثر ملائمة قلة من مجتمعات الصيد وجمع الثمار، في حين تركز معظم السكان قبل الكولومبيين في الوديان المرتفعة في كوتشابامبا وشوكيساكا.
زُرعت البطاطا بالقرب من بحيرة تيتيكاكا بين عامي 8000 و 5000 قبل الميلاد، والكينوا قبل 3000-4000 سنة وبدأ إنتاج النحاس في 2000 قبل الميلاد. دُجنت اللاما، والألبكة والفكونة واستُخدمت هذه الحيوانات للنقل والمأكل والملبس.
وصل شعب أيمارا إلى المنطقة منذ حوالي 2000 سنة مضت، واستقروا في نهاية المطاف في غرب بوليفيا وجنوب بيرو وشمال تشيلي. يربط شعب أيمارا نفسه بثقافة تيواناكو المتطورة، والتي أصبحت بعد 600 قوة إقليمية مهمة. وفقًا للتقديرات الأولية، غطت المدينة، في أقصى حد لها، نحو 6.5 كيلومتر مربع، وكان يتراوح عدد سكانها بين 15,000 و 30,000 نسمة. ومع ذلك، استُخدم التصوير بالأقمار الاصطناعية مؤخرًا لإعداد خريطة تبين نطاق «الحقول المرتفعة المغمورة» عبر الوديان الثلاثة الرئيسية في تيواناكو، للوصول إلى تقديرات القدرة الاستيعابية للسكان بين 285,000 و 1,482,000 نسمة.
يقول ويليام اتش إيزبيل إن «تيواناكو خضعت لتحول هائل بين 600 و 700 ميلادي، ووضعت معايير ضخمة جديدة للهندسة المدنية وزاد عدد السكان بشكل كبير». اكتسبت تيواناكو قوتها من خلال التجارة التي طبقتها بين جميع المدن داخل إمبراطوريتها. بعد 950 حدث تغير كبير في المناخ وحدث انخفاض كبير في هطول الأمطار في حوض تيتيكاكا. اختفى تيواناكو حوالي عام 1150 ميلادي بسبب انهيار إنتاج الغذاء ولم يعد بالإمكان إعالة العدد الكبير من السكان. لم تُسكن الأرض لعدة سنوات بعد ذلك.
بين عامي 1438 و1527، شرعت إمبراطورية الإنكا التوسع الشامل، واكتسبت الكثير مما هو الآن غرب بوليفيا تحت حكم  إمبراطورهم التاسع، باتشاكوتي إنكا يوبانكي، الذي استمر عهده من 1438 إلى 1471. خلف باتشاكوتي يوبانكي ابنه، توبا إنكا يوبانكي الذي عمل أثناء حكمه على زيادة توسع أراضي الإنكا واستمر من 1471 إلى 1493. خلال القرن الخامس عشر، غزا الإنكا منطقة بحيرة تيتيكاكا وغرب بوليفيا وأصبحوا جزءًا من أراضي الإنكا كمقاطعة كولاسيو.

## فترة الاستعمار الإسباني

### الغزو الإسباني
قاد فرانثيسكو بيثارو، ودييغو دي ألماغرو، وهيرناندو دي لوكي الاكتشاف الإسباني، وغزوا إمبراطورية الإنكا. أبحروا لأول مرة جنوبًا عام 1524 على طول ساحل المحيط الهادئ من بنما لتأكيد وجود أرض أسطورية من الذهب تسمى «بيرو». كانت إمبراطورية الإنكا ضعيفة داخليًا وذلك بسبب التوسع السريع، ولهذا كان الغزو سهلًا بشكل ملحوظ. بعد موت إمبراطور الإنكا واينا كاباك في 1527، تنازع أبنائه واسكار وأتاوالبا على الخلافة. على الرغم من أن أتاوالبا هزم شقيقه، إلا أنه لم يعزز سلطته بعد وصول الغزاة. لم يحاول أتاوالبا هزيمة بيثارو عندما وصل إلى الساحل في عام 1532، لأن حاكم الإنكا كان مقتنعًا أن أولئك الذين قادوا الجبال سيسيطرون على الساحل أيضًا. أدى رفض أتاوالبا لقبول الوجود الإسباني الدائم واعتناق المسيحية إلى حدوث معركة كاخاماركا الدموية في 16 نوفمبر 1532. قتل بيثارو 12 رجلًا من حراسة الشرف لأتاوالبا وأخذ الأسير الإنكي إلى  ما يسمى بغرفة الفدية. بعد عام واحد، سقطت عاصمة الإنكا كوسكو وأُعيد ترميمها كمستوطنة إسبانية جديدة.
على الرغم من انتصار بيثارو السريع، سرعان ما بدأت ثورات الإنكا واستمرت بشكل دوري طوال الفترة الاستعمارية. في عام 1537، تمرد مانكو إنكا يوبانكي، الذي أسسه الإسبان كدمية إمبراطورية، ضد الحكام الجدد واستعادوا دولة «نيو إنكا». استمرت هذه الدولة في تحدي السلطة الإسبانية حتى بعد قمع الإسبان الثورة وإعدام توباك أمارو في الساحة العامة في كوسكو عام 1572. نُظمت الثورات اللاحقة في المرتفعات البوليفية من قبل شيوخ المجتمع وظلت محلية في طبيعتها، باستثناء التمرد الكبير لتوباك أمارو الثاني.
خلال العقدين الأولين من الحكم الإسباني، تأخرت تسوية المرتفعات البوليفية -المعروفة الآن باسم بيرو العليا (ألتو بيرو) أو ريال أودينيسيا في تشاركاس- بسبب حرب أهلية بين قوات بيثارو ودييغو دي ألماغرو.  قسم الغازيان أراضي الإنكا، فكان الشمال تحت سيطرة بيثارو والجنوب تحت سيطرة ألماغرو. اندلع القتال في 1537 عندما استولى ألماغرو على كوسكو بعد قمع تمرد مانكو إنكا. هزم بيثارو ألماغرو وأعدمه في عام 1538، وبعد ثلاث سنوات اغتال أنصار ألماغرو السابقين بيثارو نفسه. تولى شقيق بيثارو، غونثالو، السيطرة على أعالي بيرو إلا أنه سرعان ما تورط في تمرد ضد العرش الإسباني. يعد إعدام غونثالو بيثارو في عام 1548، نجح العرش الإسباني في إعادة بسط سيطرته. في وقت لاحق من ذلك العام، أنشأت السلطات الاستعمارية مدينة لاباز، والتي سرعان ما أصبحت مركزًا تجاريًا مهمًا.
كان الغزو والحكم الاستعماري من التجارب المريرة للشعوب الأصلية في بوليفيا. تعرضت هذه الشعوب بسهولة للأمراض الأوروبية، وانخفض عدد السكان بسرعة. ومع ذلك، نجحت مقاومة السكان الأصليين في الأراضي المنخفضة البوليفية في تأخير غزو أراضيهم واستيطانها. أنشأ الإسبان سا سييرا في عام 1561، إلا أن غران سي (الاسم الاستعماري لمنطقة تشاكو القاحلة) بقي حدًا بريًا طوال الحكم الاستعماري. في تشاكو، شن الأمريكيون الأصليون، ومعظمهم من شيريجوانو، هجمات لا هوادة فيها ضد المستوطنات الاستعمارية وبقوا مستقلين عن السيطرة الإسبانية المباشرة.

### ثورات الشعوب الأصلية
تكيف العديد من سكان أمريكا الأصليين مع الطرق الإسبانية من خلال الخروج عن تقاليدهم ومحاولة الدخول بنشاط في اقتصاد السوق، واستخدموا أيضًا المحاكم لحماية مصالحهم، خاصةً ضد تقييمات الضريبة. في حين تشبث البعض الآخر بعاداتهم قدر الإمكان، وتمرد البعض ضد الحكام البيض. حدثت تمردات محلية، غير منسقة في الغالب طوال الحكم الاستعماري. حدثت أكثر من 100 ثورة في القرن الثامن عشر في بوليفيا وبيرو. ازداد استياء الأمريكيين الأصليين من الحكم الاستعماري في القرن الثامن عشر عندما طالبت إسبانيا بدفع مبالغ أعلى من الجزية وزيادة التزامات ميتا في محاولة لتحسين نواتج التعدين. أدى هذا إلى إشعال التمرد الكبير لتوباك أمارو الثاني. ولد خوسيه غابرييل كوندوركانكي، هذا الأمريكي الأصلي المتعلم، الناطق بالإسبانية، الاسم من سلفه توباك أمارو. على الرغم من إصرار توباك أمارو الثاني على أن حركته كانت إصلاحية ولم تكن تسعى للإطاحة بالحكم الإسباني، إلا أن مطالبه شملت منطقة تتمتع بالحكم الذاتي. سرعان ما أصبحت الانتفاضة ثورة شاملة. احتشد نحو 60,000 من الأمريكيين الأصليين في بيرو وجبال الأنديز البوليفية من أجل هذه القضية. بعد إحراز بعض الانتصارات الأولية، بما في ذلك هزيمة جيش إسباني مكون من 1200 رجل، أُلقي القبض على توباك أمارو الثاني وأُعدم في مايو 1781. ومع ذلك، استمرت الثورة، بصورة رئيسية في بيرو العليا. هناك، قاد أحد مؤيدي توباك أمارو الثاني، الزعيم  الأمريكي الأصلي توماس كاتاري، انتفاضة في بوتوسي خلال الأشهر الأولى من عام 1780. قتل الإسبان كاتاري قبل شهر من إعدام توباك أمارو الثاني. اندلعت ثورة كبرى أخرى بقيادة جوليان أبازا، وهو من الساكستون، وأخذ اسم الثائرين الشهيدين من خلال تسمية نفسه توباك كاتاري (تهجئة كاتاري أيضًا). حاصر لاباز لأكثر من 100 يوم في 1781. خلال الحصار، توفي 20,000 شخص. في عام 1782، أُعدمت امرأة من شعب أيمارا، بارتولينا سيسا، لتحريضها على ثورة أخرى. لم تنجح إسبانيا في إخماد كل الثورات حتى عام 1783 ثم شرعت في إعدام الآلاف من الأمريكيين الأصليين.